# Umuara fasciata
Umuara fasciata är en spindelart som först beskrevs av John Blackwall 1862.  Umuara fasciata ingår i släktet Umuara och familjen spökspindlar. Inga underarter finns listade i Catalogue of Life.